# إبراهيم آودو
إبراهيم آودو (بالفرنسية: Ibrahim Aoudou)‏ (مواليد 23 أغسطس 1955) هو لاعب كرة قدم. يلعب مع منتخب الكاميرون لكرة القدم. سبق له أن لعب في كأس العالم لكرة القدم مع منتخب بلاده.

## روابط خارجية
- إبراهيم آودو على موقع الاتحاد الدولي (مؤرشف)  (الإنجليزية)
- إبراهيم آودو على موقع قاعدة بيانات كرة القدم.إي يو (الإنجليزية)
- إبراهيم آودو على موقع ناشيونال فوتبول تيمز (الإنجليزية)
- إبراهيم آودو على موقع كووورة
- إبراهيم آودو على موقع أوليمبيديا (الإنجليزية)